# Devon Morris
Devon Morris (* 22. Januar 1961 im Westmoreland Parish) ist ein ehemaliger jamaikanischer Sprinter, der sich auf den 400-Meter-Lauf spezialisiert hatte.
1984 in Los Angeles nahm er erstmals an Olympischen Spielen teil. Allerdings schied er im 400-Meter-Lauf im Viertelfinale und in der 4-mal-400-Meter-Staffel bereits in der Vorrunde aus. Bei den Weltmeisterschaften 1987 in Rom schafft er es über 400 Meter bis in die Halbfinalrunde, mit der Staffel belegte er den sechsten Rang.
Seinen ersten großen internationalen Erfolg feierte er bei den Olympischen Spielen 1988 in Seoul. Dort gewann die jamaikanische 4-mal-400-Meter-Stafette in der Aufstellung Bert Cameron, Howard Davis, Winthrop Graham und Devon Morris die Silbermedaille hinter der Mannschaft der Vereinigten Staaten. Im 400-Meter-Lauf erreichte Morris in Seoul die Halbfinalrunde.
1991 erzielte er sein bestes Einzelresultat, als er bei den Hallenweltmeisterschaften in Sevilla den Titel über 400 Meter errang. Im selben Jahr gewann er bei den Weltmeisterschaften in Tokio eine weitere Medaille mit der Staffel. Das jamaikanische Quartett um Patrick O’Connor, Devon Morris, Winthrop Graham und Seymour Fagan belegte hinter den Staffeln des Vereinigten Königreichs und der USA den dritten Platz.
Seinen letzten Einsatz bei Olympischen Spielen hatte Morris 1992 in Barcelona. Allerdings gelang ihm weder im 400-Meter-Lauf noch mit der Staffel der Finaleinzug. Bei den Hallenweltmeisterschaften 1993 in Toronto wurde er über 400 Meter Fünfter.
Devon Morris ist 1,80 m groß und wog zu Wettkampfzeiten 75 kg.

## Persönliche Bestzeiten
- 400 m: 45,07 s, 24. Mai 1986, Russellville (USA)
  - Halle: 46,17 s, 10. März 1991, Sevilla
  - Staffel, Turnier: 45,49 s, 6. September 1987, Rom (WM)